# Micky Corucle

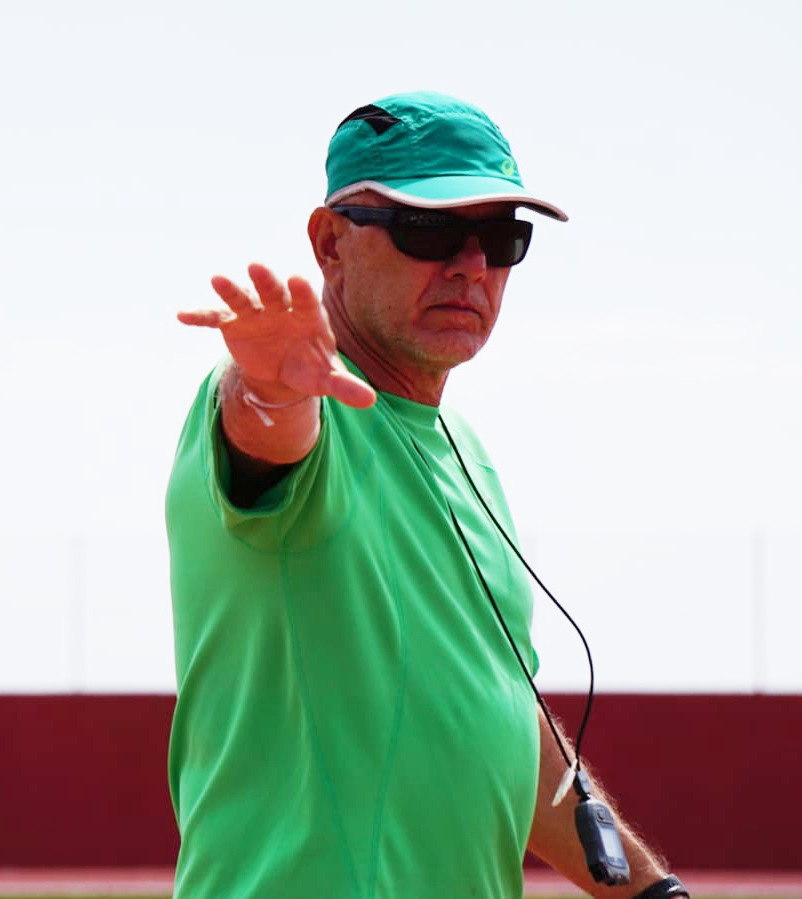
Micky Corucle während eines Trainingslagers auf Fuerteventura 2021.

Mihai „Micky“ Corucle (* 5. Januar 1962 in Bukarest) ist ein rumänisch-deutscher Leichtathletiktrainer, der sich im Sprint spezialisiert hat.

## Trainerkarriere
Mit Tobias Unger, einem seiner ersten Athleten, hatte er den bisher größten Erfolg. In den frühen 90er Jahren begann Ungers Training bei Corucle. 2004 wurde sein Schützling Olympiasiebter, Deutscher Meister über 200 Meter und gewann über 200 Meter Bronze bei den Hallenweltmeisterschaften. 2005 hatte er seinen bisher größten Erfolg, er knackte mit Unger zusammen den deutschen Rekord. Ebenfalls kam Marius Broening in die Trainingsgruppe. 2011 brachte Corucle Alex Schaf zu ihm. Corucle sammelte in den Jahren unzählige deutsche Meistertitel.
Anfang 2015 wurde Corucle Trainer von Alina Rotaru. Im Jahr 2019 erreichte sie bei den Weltmeisterschaften 2019 in Doha mit 6,71 m den 6. Platz. Im Jahr 2023 erreichte er mit Alina Rotaru-Kottmann die Bronzemedaille bei den Weltmeisterschaften in Budapest mit einer Weite von 6,88 m. Bei den Olympischen Spielen 2024 in Paris konnte Corucle sein zweites olympisches Finale mit einem seiner Schützlingen erreichen. Alina Rotaru-Kottmann belegte hier den 7. Platz.